# Mušḫuššu

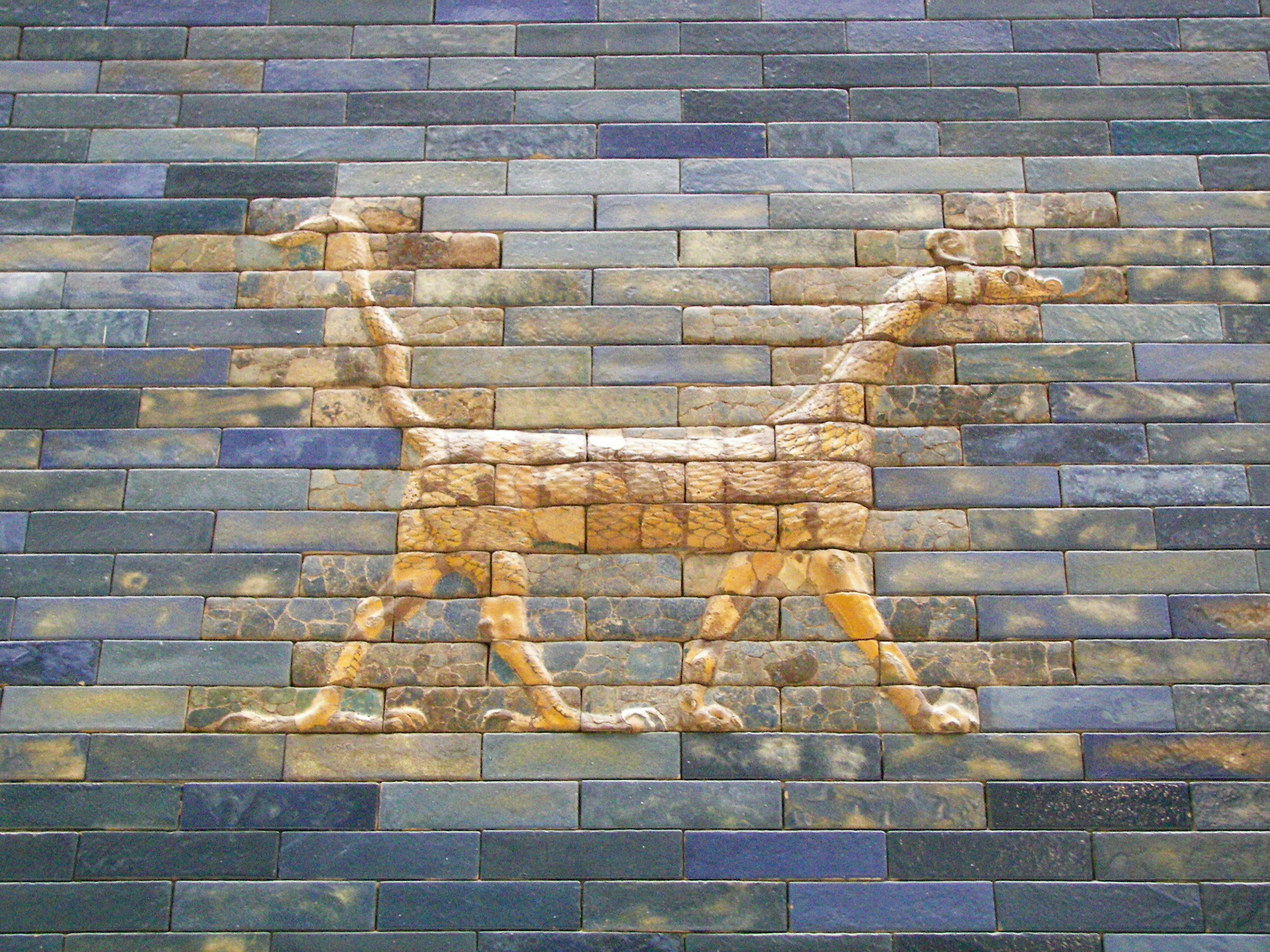
Mušḫuššu. Bajorrelieve en el Museo de Pérgamo.

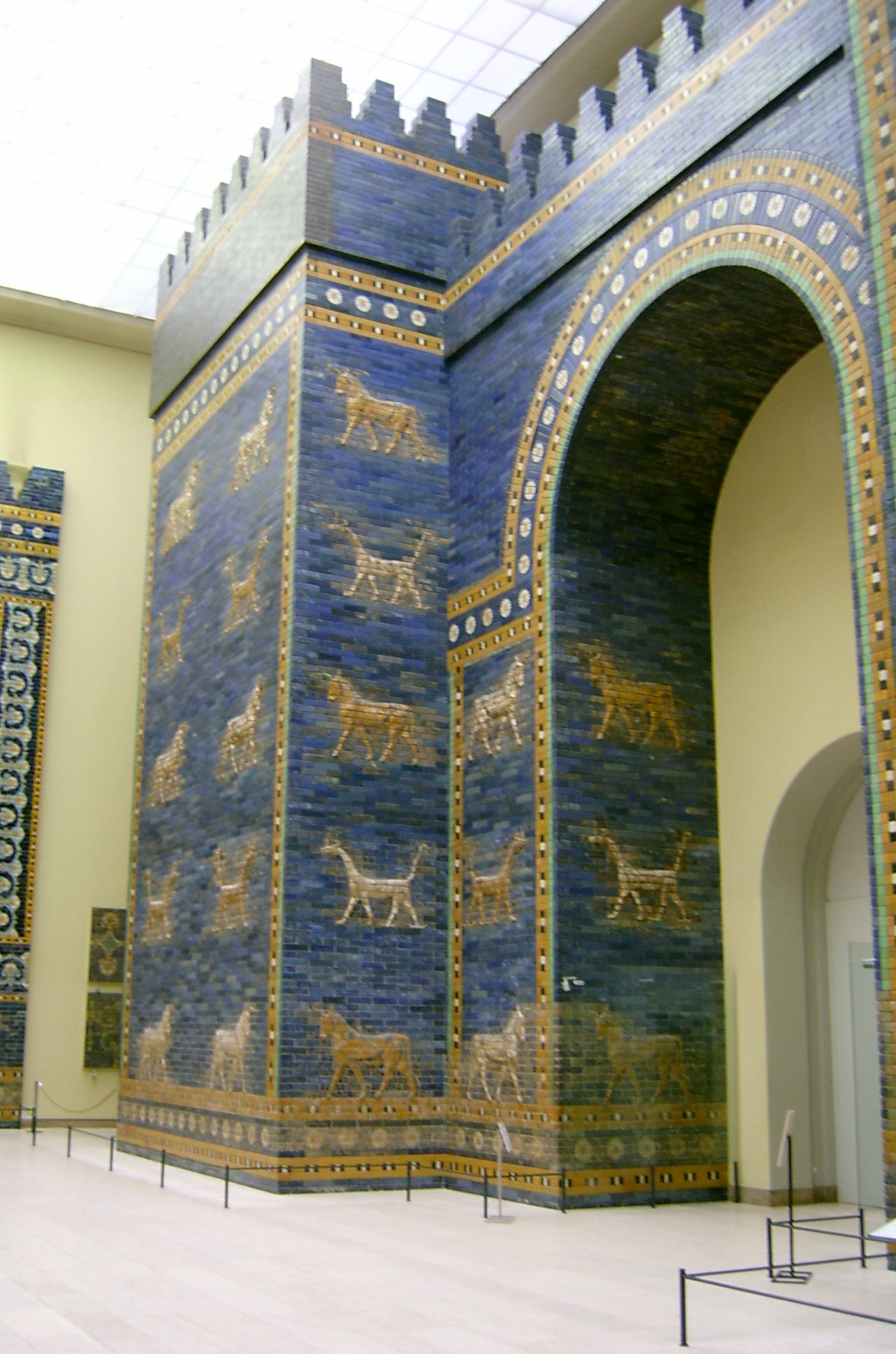
Detalle de la Puerta de Ištar.

El mušḫuššu (𒈲𒄭𒄊, del sumerio MUŠ.HUŠ = Serpiente-dragón rojo/furioso)  es una criatura propia de la mitología mesopotámica.

Fue símbolo de diferentes divinidades: al principio fue asociado al dios Ninazu, que era venerado en Ešnunna (una ciudad sumeria y luego acadia), y luego se asoció al dios Tishpak. Cuando esta ciudad-Estado fue vencida por el reino babilonio, el dragón/serpiente fue retomado por Marduk.
Anteriormente "Mušḫuššu" había sido traducido como sîr-ruššû, aunque de manera incorrecta.
Aparece en la reconstruida Puerta de Ištar de la ciudad de Babilonia, como símbolo del dios Marduk.

## La palabra mušḫuššu
La palabra sumeria muš-ḫuš aparece como préstamo lingüístico en el idioma acadio desde el período paleobabilónico significando serpiente furiosa o serpiente horrible. Aunque la transliteración correcta es Mušḫuššu, los primeros investigadores la leyeron incorrectamente como sîr-ruššû o sirrush, (libremente traducida como "serpiente de esplendor"[cita requerida]) estando muy extendida en la actualidad.

## Acepciones del término
En primer lugar Mušḫuššu significaría, de manera genérica, serpiente o dragón. Como serpiente aparecería en los presagios. También aparece como el nombre de una constelación (que corresponde vagamente con la constelación Hidra, según el MUL.APIN, compendio astronómico babilonio) y como criatura monstruosa. Sin embargo, la identificación entre ambos seres (hidra y Mušḫuššu) no es directa y en la mitología mesopotámica se encuentra la serpiente Mušmaḫḫu (una serpiente de siete cabezas) que encajaría mucho mejor con la Hidra griega.

## Representaciones
Se le encuentra representado en la Puerta de Ištar, así como en numerosos Kudurru (estelas de piedra con función de registro de la propiedad de un terreno), como la Piedra Michaux, donde se puede observar varios Mušḫuššu.
El arqueólogo alemán Robert Koldewey, que descubrió la puerta de Ištar en 1902, se planteó seriamente la hipótesis de que el Mušḫuššu fuera real. Argumentaba que su representación en el arte babilónico era consistente a través de los siglos, mientras que las de las criaturas mitológicas cambiaban, a veces drásticamente, con el paso de los años. También se fijó en que los Mušḫuššu están representados en la Puerta de Ištar entre animales reales, como el león y el rimi (uro), llevándole a especular que el Mušḫuššu era una criatura con la que los babilonios estaban familiarizados.
Sin embargo, la "representación fija" que señala Koldewey no es tal. Se observa que desde los primeros testimonios del Mušḫuššu como tales (con cabeza de león y sin garras en el período Protodinástico IIIb, incluso es posible que desde el período Uruk) hay una progresiva sustitución de las partes de león por partes de serpiente.
Bel y el Dragón, un texto deuterocanónico, narra una historia que Koldewey pensaba que involucraba a un Mušḫuššu. En un templo dedicado a Bel (dios de Nabucodonosor), los sacerdotes tenían un "gran dragón o serpiente, adorado por los babilonios". Daniel, el profeta bíblico, se enfrentó a esta criatura por los sacerdotes, quienes le desafiaron a cambiar a su dios invisible por su dios viviente (el de los sacerdotes). Finalmente, Daniel envenenó a la criatura. Las patas delanteras de la criatura, claramente de felino, parecían incongruentes, e hicieron dudar a Koldeway.
Sin embargo, existen muchas otras criaturas de aspecto serpentiforme en la mitología mesopotámica como Mušgallu (lit. muššugallu, "gran serpiente"), Mušmaḫḫu (serpiente mítica de siete cabezas) o Bašmu (en sumerio muš šà tùr o ušum), que también se corresponde con una constelación. Por lo cual cualquier apreciación o intento comparativo de una de estas criaturas con dragones/serpientes que aparecen en otras mitologías es, cuanto menos, altamente especulativo basándose simplemente en las fuentes literarias de una de las dos mitologías, sin revisar exhaustivamente la parte correspondiente a las fuentes literarias mesopotámicas.